# Deense parlementsverkiezingen 1957
Op 14 mei 1957 werden parlementsverkiezingen gehouden in Denemarken. De Sociaaldemocraten bleven de grootste partij in het Folketing, met 70 van de 179 zetels. De opkomst in Denemarken was 83,7%, in de Faeröer 37,6% en in Groenland 61,8%.

## Resultaten
| Denemarken                | Denemarken | Denemarken | Denemarken | Denemarken |
| Partij                    | Stemmen    | %          | Zetels     | +/–        |
| ------------------------- | ---------- | ---------- | ---------- | ---------- |
| Socialdemokraterne        | 910.170    | 39,4       | 70         | –4         |
| Venstre                   | 578.932    | 25,1       | 45         | +2         |
| Conservatieve Volkspartij | 383.843    | 16,6       | 30         | 0          |
| Radikale Venstre          | 179.822    | 7,8        | 14         | 0          |
| Rechtvaardigheidspartij   | 122.759    | 5,3        | 9          | +3         |
| Communistische Partij     | 72.315     | 3,1        | 6          | –2         |
| Onafhankelijkheidspartij  | 53.061     | 2,3        | 0          | 0          |
| Slesvigsk Parti           | 9.202      | 0,4        | 1          | 0          |
| Onafhankelijken           | 71         | 0,0        | 0          | Nieuw      |
| Ongeldige/Blanco stemmen  | 10.922     | –          | –          | –          |
| Totaal                    | 2.321.097  | 100        | 175        | 0          |
| Faeröer                   |            |            |            |            |
| Volkspartij               | 2.574      | 37,6       | 1          | Nieuw      |
| Eenheidspartij            | 2.316      | 33,8       | 1          | 0          |
| Gelijkheidspartij         | 1.963      | 28,6       | 0          | –1         |
| Ongeldige/Blanco stemmen  | 55         | –          | –          | –          |
| Totaal                    | 6.908      | 100        | 2          | 0          |
| Groenland                 |            |            |            |            |
| Onafhankelijken           | 3.150      | 100        | 2          | 0          |
| Ongeldige/Blanco stemmen  | 59         | –          | –          | –          |
| Totaal                    | 3.209      | 100        | 2          | 0          |

| Stemming | Stemming | Stemming | Stemming | Stemming |
| -------- | -------- | -------- | -------- | -------- |
|          |          |          |          |          |
| A        | A        |          | 39,40%   | 39,40%   |
| D        | D        |          | 25,06%   | 25,06%   |
| C        | C        |          | 16,62%   | 16,62%   |
| B        | B        |          | 7,78%    | 7,78%    |
| E        | E        |          | 5,31%    | 5,31%    |
| K        | K        |          | 3,13%    | 3,13%    |
| U        | U        |          | 2,30%    | 2,30%    |
| Anderen  | Anderen  |          | 0,40%    | 0,40%    |